# Streu (Fränkische Saale)
Die Streu ist ein knapp 42 Kilometer langer, orografisch rechtsseitiger und nördlicher Zufluss der Fränkischen Saale in Thüringen und Bayern (Deutschland).

## Name
Der Name Streu wurde im 8. Jahrhundert „Streuue“ und um das Jahr 1030 „Strouua“ geschrieben. Er leitet sich über das Gemeingermanische aus der indogermanischen Wurzel *sreu- „fließen“ ab und findet unter anderem – ebenfalls mit dem für das Germanische sowie Baltoslawische typischen t-Einschub im Anlaut – im litauischen Wort strovė eine Entsprechung, das „starke Strömung“ bedeutet. Der Fluss gab den Gemeinden Oberstreu und Heustreu sowie dem Ort Mittelstreu und dem Waldgebiet Streuwald ihre Namen. Ein weiterer sprachlicher Zusammenhang zum Streufelsberg als Quellort der Streu liegt nahe, wurde aber noch nicht näher untersucht.
Auf einer Landkarte von 1628 trägt der gesamte Flusslauf bis Gemünden den Namen „Straÿ Flu“ (Streu Flumen).

## Geographie

### Verlauf

#### Oberlauf
Die Streu entspringt dem Streubrunnen im thüringischen Teil der Rhön südöstlich des Berges Ellenbogen (813 m ü. NHN) auf dem Gebiet von Frankenheim. Die Quelle liegt im Streuwald im Naturschutzgebiet Rhönkopf-Streufelsberg, direkt an der Grenze zur Gemeinde Oberweid. An dieser Stelle wird auch das verschwundene Dorf Streu vermutet. Die junge Streu fließt nach Ostsüdosten, gelangt auf das Gemeindegebiet von Erbenhausen und erreicht nach etwa 1,9 km die Landesgrenze zu Bayern.

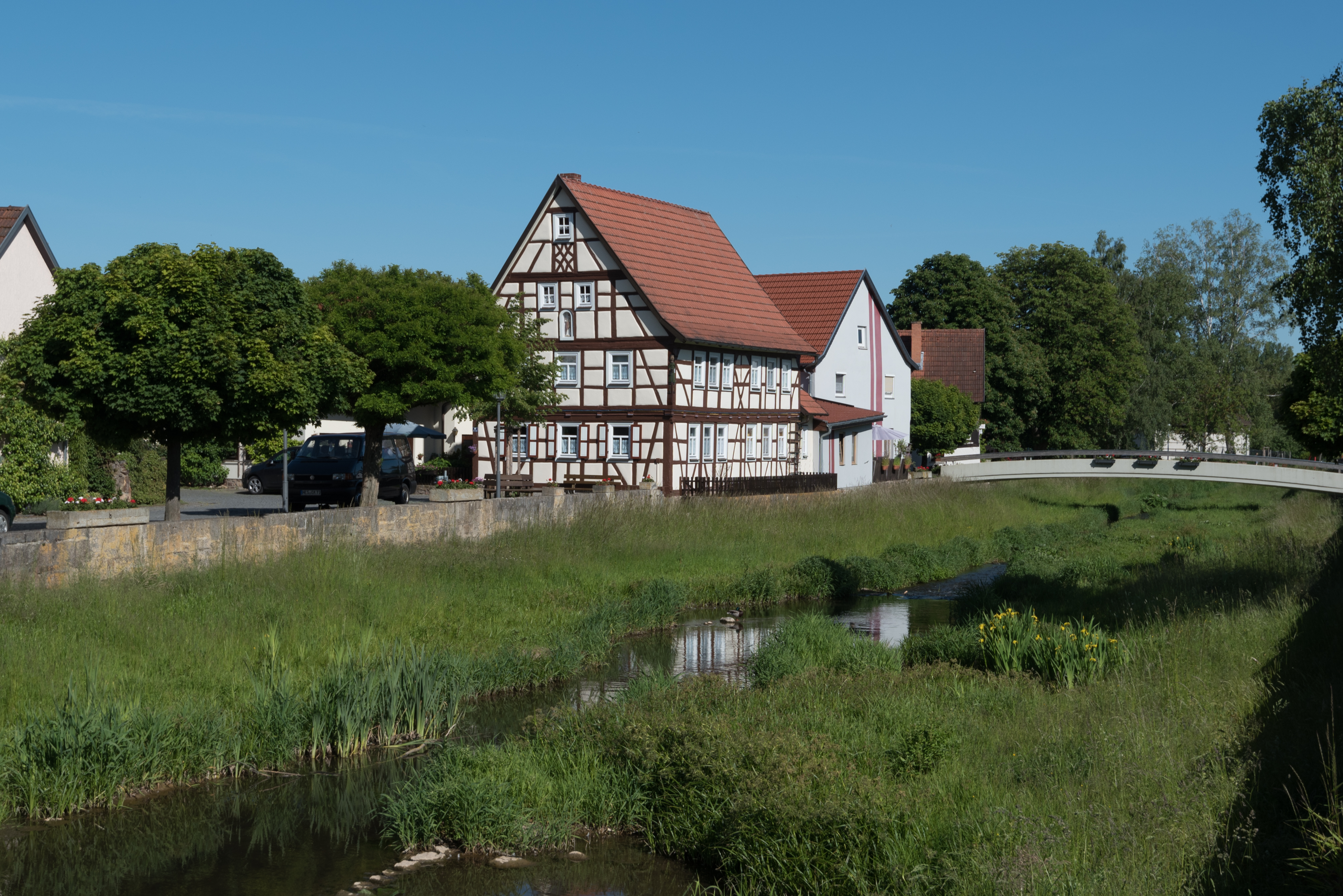
Die Streu in Nordheim

Dort verläuft sie auf dem Stadtgebiet von Fladungen, unterhalb des nördlichsten Punktes des Bundeslandes vorbei, für etwa 1,5 km auf bayerischem Gebiet, ehe sie wieder nach Thüringen wechselt. Der Bach ändert dort allmählich seine Fließrichtung nach Südsüdosten und fließt am Dorf Melpers vorbei, das eine Exklave der Kleinstadt Kaltennordheim ist. Begleitet von der Bundesstraße 285 überquert die Streu erneut die Landesgrenze zu Bayern und erreicht die Erlsmühle (Eselsmühle). Der bis dorthin führende Oberlauf des Baches versiegt oft in der trockenen Jahreszeit, so dass die Streu erst an dieser Stelle einer starken Streichquelle nordwestlich der Erlsmühle entspringt.
Die Streu fließt anschließend in südliche Richtung durch die Fladunger Mulde, über Oberfladungen in das Siedlungsgebiet der Kernstadt Fladungen. Hinter der Schlagmühle wird das Flüsschen durch das Fränkische Freilandmuseum geleitet. Der Lauf der Streu teilt sich dort mehrmals. Auf dem Museumsgelände mündet der Leubach in die Streu. Danach verläuft sie parallel zur Streutalbahn durch Heufurt und erreicht das Gemeindegebiet von Nordheim vor der Rhön, wo ihr der im Schwarzen Moor entspringende Eisgraben zufließt.

#### Mittellauf

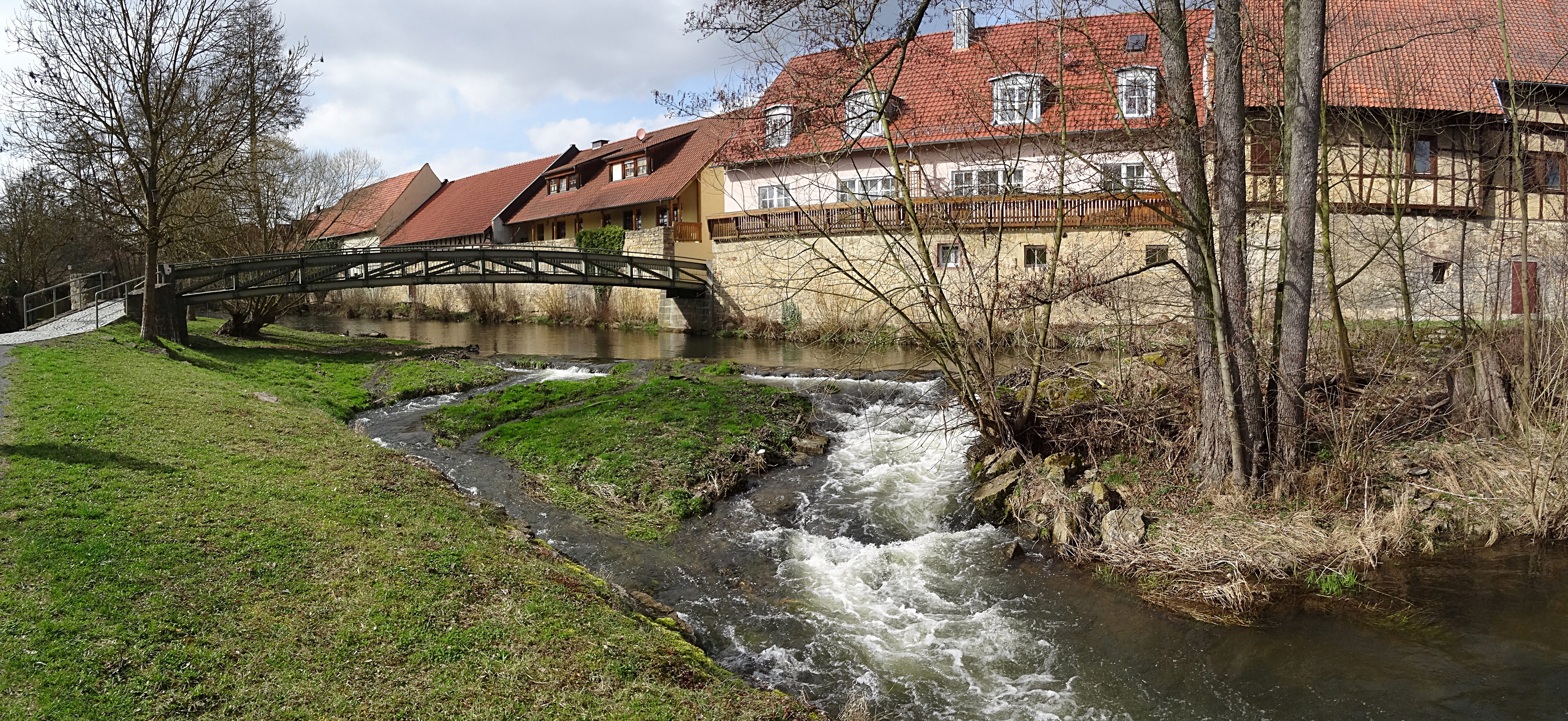
Die Streu in Ostheim

Hinter Nordheim mündet die Bahra. Kurz darauf teilt sich die Streu für etwa 1,3 km. Der rechte Flussarm passiert die Lohmühle sowie die Johannismühle und vereinigt sich danach mit dem linken Lauf, der früher die heute nicht mehr bestehende Katzenmühle betrieb.
Während die Streu durch die Stadt Ostheim vor der Rhön fließt, ändert sie ihre Richtung nach Osten und überquert daraufhin die Gemeindegrenze nach Stockheim. Sie wird dort von der Sulz verstärkt, knickt erneut nach Südosten ab und durchfließt den Ort. Die Streu erreicht danach die Stadt Mellrichstadt. Dort verläuft sie entlang der historischen Stadtmauer, die um die Altstadt führt, nimmt den Mahlbach auf und ändert ihren Verlauf für ungefähr 10 km in südwestlicher Richtung.

#### Unterlauf

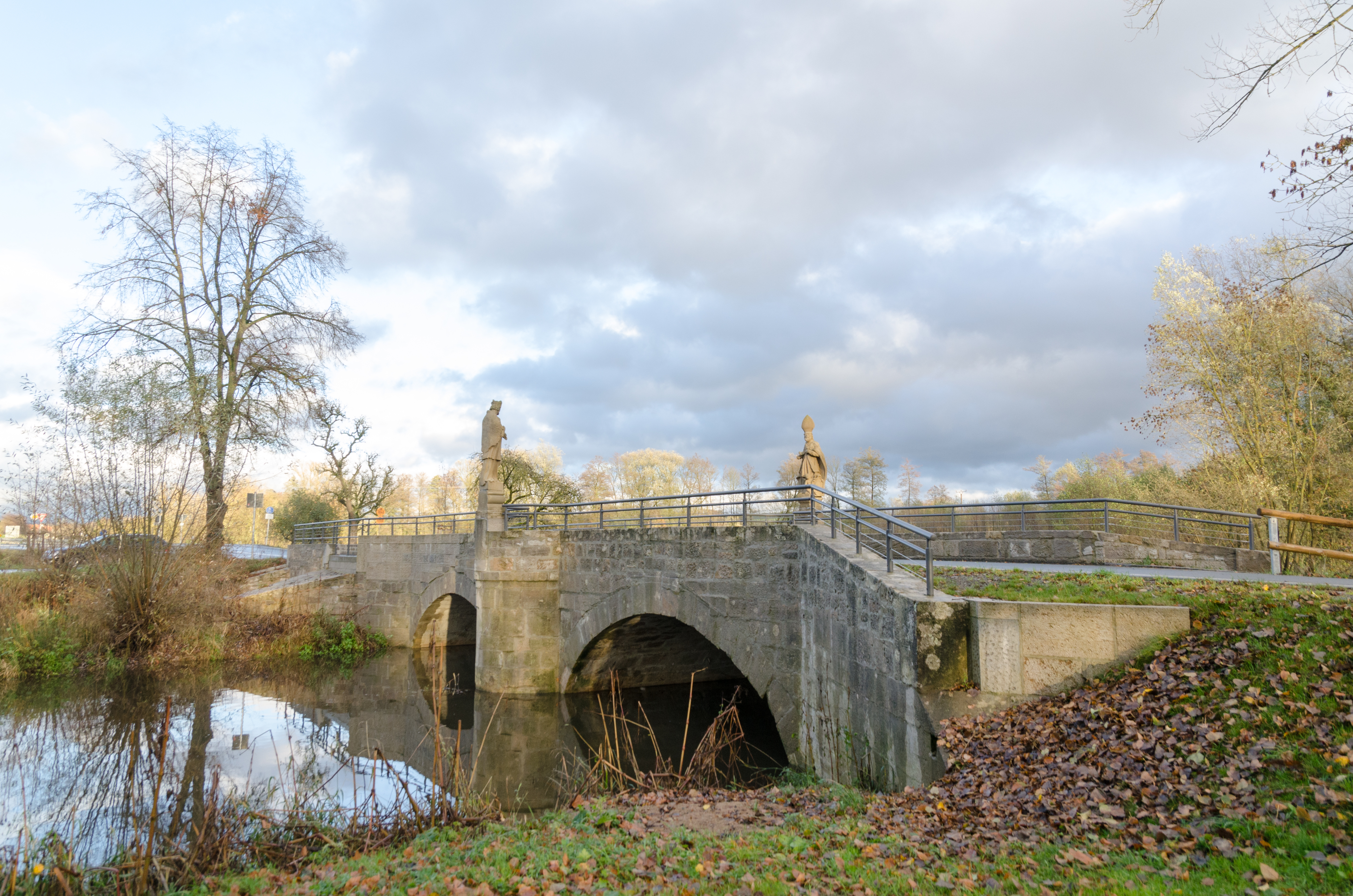
Die Streu in Mittelstreu

Der Fluss zieht anschließend auf das Gebiet der Kommune Oberstreu, wo er von einem weiteren Zufluss mit dem Namen Bahra verstärkt wird. Nach dem Ortsteil Mittelstreu fließt die Streu durch die Gemeinde Unsleben. 

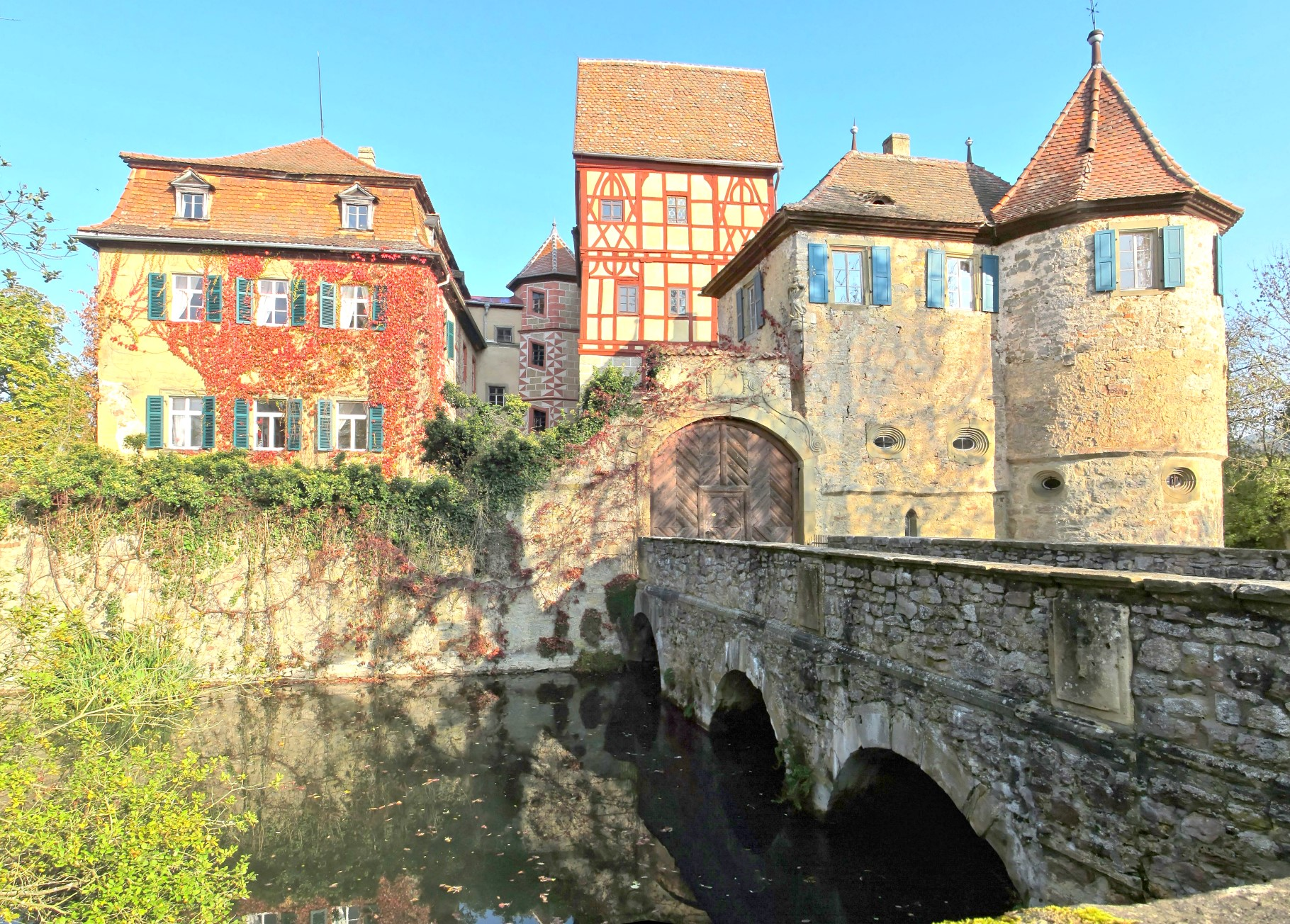
Die Streu am Wasserschloss in Unsleben

Dort umfließt sie das Wasserschloss. Kurz darauf mündet ihr größter Nebenfluss, die 22 Kilometer lange und vom Heidelstein (926 m ü. NHN) herabfließende Els.
Bei der Gemeinde Heustreu fließt die Streu auf einer Höhe von 231 m ü. NHN von rechts mit der dort kleineren aus dem Nordosten kommenden Fränkischen Saale zusammen, die ein Nebenfluss des Mains ist. 
Die Streu führt an ihrer Mündung im Mittel mehr als doppelt so viel Wasser und ist also hydrologisch gesehen der Oberlauf der Fränkischen Saale (siehe Hydrologischer Hauptstrang der Fränkischen Saale).
Der 41,9 km lange Lauf der Streu endet ungefähr 509 Höhenmeter unterhalb ihrer Quelle, sie hat somit ein mittleres Sohlgefälle von etwa 12 ‰.

### Einzugsgebiet

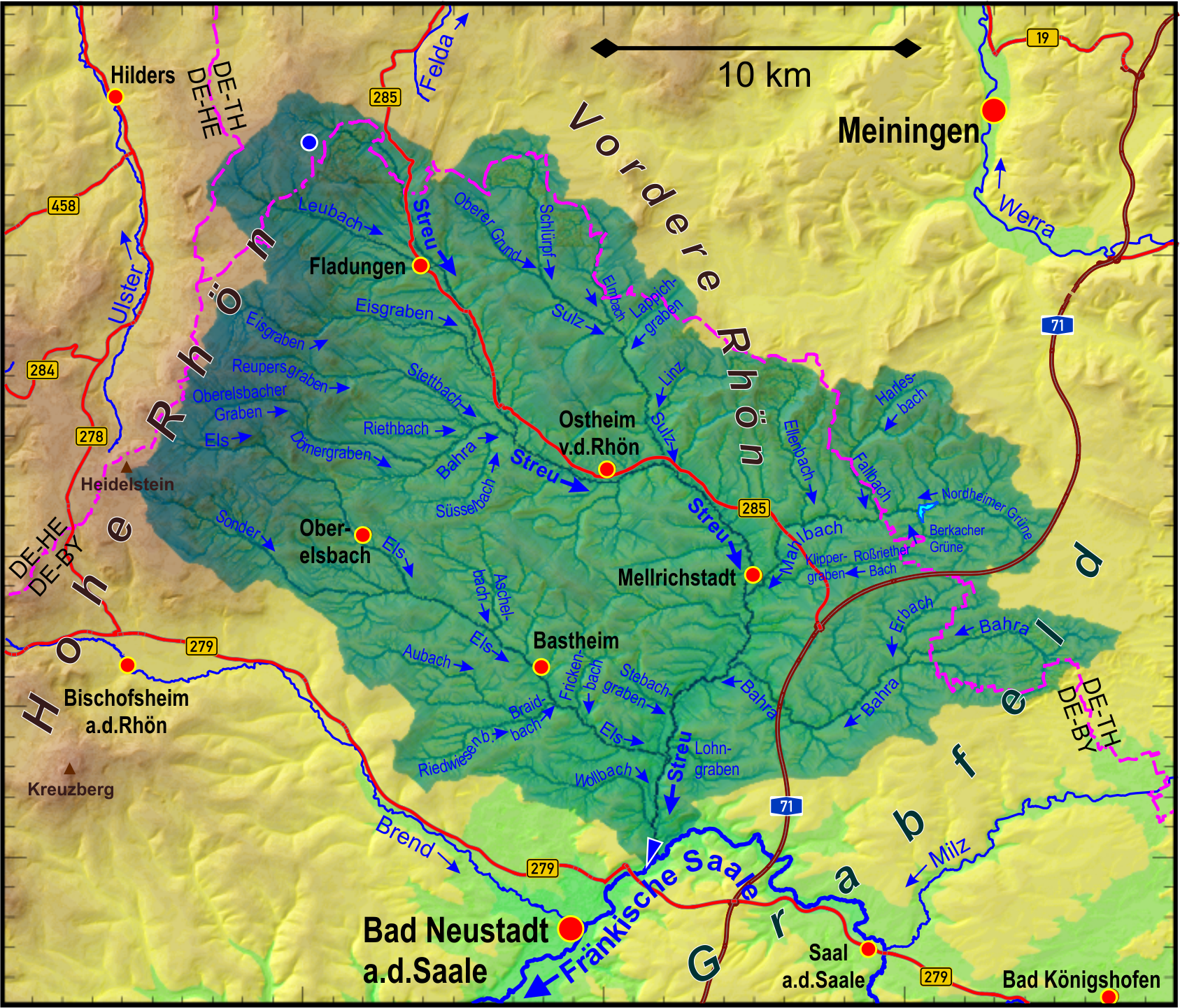
Einzugsgebiet der Streu

Das 448 km² große Einzugsgebiet der Streu entwässert Teile der Ostflanke der Hohen Rhön, der Vorderen Rhön und westliche Bereiche des Grabfelds. 85 % des Einzugsgebiets liegen in Bayern, der überwiegende Rest erstreckt sich auf Thüringer Gebiet. Im Westen und Norden grenzt das Einzugsgebiet an die Rhein-Weser Wasserscheide.

### Zuflüsse
Direkte und indirekte Zuflüsse
Direkte Zuflüsse
- Dorfbach (rechts), Fladungen-Oberfladungen, 411 m ü. NHN
- Klingsgraben (links), Fladungen, 394 m ü. NHN
- Leubach (rechts), Fladungen (7,86 km), 395 m ü. NHN
- Reutgraben (rechts), Fladungen-Heufurt, 374 m ü. NHN
- Eisgraben (rechts), Nordheim vor der Rhön (10,22 km), 345 m ü. NHN
- Märzengraben (links), Nordheim vor der Rhön, 324 m ü. NHN
- Bahra (rechts), Nordheim vor der Rhön (4,59 km), 318 m ü. NHN
- Sulz (links), Stockheim (mit Schlürpf 11,83 km), 279 m ü. NHN
- Gerlachsgraben (rechts), Mellrichstadt, 264 m ü. NHN
- Mahlbach (links), Mellrichstadt (12,64 km), 260 m ü. NHN; kreuzt den Mühlgraben
- Wiesentalgraben (rechts), Mellrichstadt, 257 m ü. NHN
- Mühlgraben (linker Teilungslauf), Steinmühle von Mellrichstadt; geht zuvor an der Eichersmühle ab
- Blutgraben (links), Mellrichstadt, 256 m ü. NHN
- Bahra (Brahn) (links), Oberstreu-Mockenmühle (12,9 km), 251 m ü. NHN
- Eidersgraben (links), Oberstreu-Mittelstreu, 248 m ü. NHN
- Stebachgraben (rechts), Oberstreu-Mittelstreu, 241 m ü. NHN
- Eckartsgraben (links), Unsleben, 240 m ü. NHN
- Lohngraben (links), Unsleben, 239 m ü. NHN
- Mühlgraben (rechter  Teilungslauf), Unsleben, 238 m ü. NHN
- Els (rechts), Unsleben (21,58 km), 238 m ü. NHN
- Wollbach (rechts), Heustreu, 235 m ü. NHN

### Flusssystem Fränkische Saale
- Fließgewässer im Flusssystem Fränkische Saale

## Fauna
In der Streu kommen Äsche, Bachforelle, Bachneunauge, Bachsaibling, Bachschmerle, Gründling, Elritze, Hasel, Mühlkoppe, Regenbogenforelle, Rotauge und Dreistachliger Stichling vor.